# Le Bison blanc
Pour plus de détails, voir Fiche technique et Distribution.
Le Bison blanc (titre original : The White Buffalo), est un western américain réalisé par J. Lee Thompson, sorti en 1977.
Avec Charles Bronson, Jack Warden et Will Sampson dans les rôles principaux, le film a été un échec à sa sortie. Difficilement visible pendant des années, il est devenu culte.

## Synopsis
Wild Bill Hickok (Charles Bronson) est hanté par un cauchemar où un monstrueux bison blanc le poursuit dans un paysage enneigé. Au même moment, un bison blanc fait son apparition dans le Dakota et sème la panique dans un village Indien, tuant l’enfant du chef sioux Crazy Horse (Will Sampson). Accablé de chagrin au point d'être nommé par les siens « Ver de terre », il doit venger la mort de sa fillette en tuant le bison blanc.
De son côté, Hickok décide de trouver le monstre afin de chasser de son esprit la peur et la terreur qui le rongent. Avec l'aide d'un vieil ami trappeur (Jack Warden), et dissimulé sous le pseudonyme de James Otis, Hickok se lance à la poursuite de l'animal dans les Black Hills. Il affronte sur sa route des soldats qui veulent l'abattre, puis croise Ver de terre, qu'il devine poursuivre la même quête.

## Fiche technique
- Titre original : The White Buffalo
- Titre français : Le Bison blanc
- Réalisation : J. Lee Thompson
- Scénario : Richard Sale, d'après son roman
- Photographie : Paul Lohmann
- Montage : Michael F. Anderson
- Musique : John Barry
- Décors : Tambi Larsen
- Costumes : Dennis Fill, Eric Seelig
- Direction artistique : James L. Berkey[1]
- Maquillage : Michael Hancock, Phil Rhodes
- Producteur : Pancho Kohner
- Producteur exécutif : Dino De Laurentiis
- Directeur de production : Hal Klein
- Société de production : Dino De Laurentiis Company
- Société de distribution : United Artists
- Pays de production :  États-Unis
- Année : 1977
- Langue : anglais
- Format : Couleur (Technicolor) — 35 mm — 1.85 : 1 — Son : Mono
- Genre : Western
- Durée : 97 minutes
- Dates de sortie : 
  - États-Unis : mai 1977
  - France : 24 août 1977
- Recette : France ~ 580 050 entrées

## Distribution
- Charles Bronson (VF : Marcel Bozzuffi) : Wild Bill Hickok (James Otis)
- Jack Warden (VF : Georges Aubert) : Charlie Zane
- Will Sampson (VF : Georges Atlas) : Crazy Horse / Worm
- Clint Walker (VF : Michel Barbey) : Jack Kileen
- Slim Pickens (VF : Raoul Delfosse) : Abel Pickney
- Stuart Whitman (VF : Jean-Claude Michel) : Winifred (Whitney en VF) Coxy
- Kim Novak (VF : Nadine Alari) : Poker Jenny Schermerhorn
- John Carradine (VF : André Valmy) : Amos Briggs
- Shay Duffin (VF : Claude Joseph) : Barman
- Cara Williams : Cassie Ollinger
- Douglas Fowley (VF : Philippe Dumat) : Amos Bixby
- Clifford A. Pellow (VF : Jacques Deschamps) : Pete Holt
- Ed Lauter (VF : William Sabatier) : Tom Custer
- Martin Kove : Jack McCall
- Eve Brent (VF : Paula Dehelly) : Frieda
- Dan Vadis (non crédité) : le colosse

## Commentaire
Western crépusculaire et fantastique, Le Bison blanc se réfère aux codes du film de monstres inspirés par le succès des Dents de la mer (1975). Sur la lancée de son remake de King Kong sorti l'année d'avant et d'Orca, sorti en 1977, le producteur Dino De Laurentiis capitalise sur un concept très semblable, faisant notamment appel à John Barry pour en composer de nouveau la musique.
Sur un mode proche des "films catastrophe" de l'époque, la distribution cumule par ailleurs un nombre impressionnant de vétérans hollywoodiens, ici dans des apparitions souvent épisodiques: Stuart Whitman, Clint Walker, John Carradine, Slim Pickens et l'ex-"sex symbol" Kim Novak. Le devant de la scène revient bizarrement à un acteur habitué aux rôles de second plan : Jack Warden et au comédien amérindien Will Sampson, rendu mondialement célèbre par Vol au-dessus d'un nid de coucou (1975).
Le Bison blanc appartient à une mouvance de films souvent teintés de fantastique qui, à la fin des années 1970, poursuivront la réhabilitation de l'amérindien dans le western entamée en 1950 avec La flèche brisée et La Porte du diable. Notamment : La Revanche d'un homme nommé cheval (1976), Prophecy - Le monstre (1979), Morsures (1979) et Wolfen (1981).

## À noter
- Grave échec commercial à sa sortie, il s'agit du dernier western dans lequel tourna Charles Bronson.
- Peu de westerns se déroulent sous la neige. Ce renversement climatique s'apparente souvent à un détournement de codes. Notons le western ascétique d'André de Toth : La Chevauchée des bannis (1959), ainsi que Le Grand Silence de Sergio Corbucci (1968).
- Bien que difficilement disponible dans son pays d'origine, le Bison blanc est devenu un film culte aux États-Unis.
- La scène au cours de laquelle Hickok découvre l'amoncellement des ossements de bison n'est pas sans rappeler certains passages de Dead Man de Jim Jarmusch (1995), autre exemple où l'extermination des bisons devient une métaphore limpide du génocide des Indiens.
- Le travail sur les décors (notamment le Saloon bruyant et sordide) annonce esthétiquement la série Deadwood de HBO. Série mettant en scène (dans sa première saison) les derniers jours de Wild Bill Hickok...
- Responsable des décors du film, Tambi Larsen travailla peu de temps après sur La Porte du paradis (Heaven's Gate) de Michael Cimino.
- Charles Bronson, 55 ans au moment du tournage, interprète Wild Bill Hickok, légende de l'Ouest morte d'une balle dans la nuque à l'âge de… 39 ans.
- Le film s'inspire clairement de Moby Dick d'Herman Melville.
- Film hybride, Le Bison Blanc lorgne par moments du côté du film d'horreur. Autre exemple du Western-Horreur : Billy the Kid vs. Dracula de William Beaudine (1966). John Carradine apparaît, d'ailleurs, dans ces deux étranges productions.
- Après King Kong, Orca, Le Bison Blanc clôt la trilogie de films de monstre du producteur Dino De Laurentiis.

## DVD (France)
- Le film a fait l'objet d'une sortie en édition spéciale :

- Le Bison Blanc (DVD-9 Keep Case) le 19 novembre 2008 chez Sidonis Calysta et distribué par Sony Pictures Home Entertainment-TF1 Vidéo. Le ratio écran est en 1.85:1 au format 16:9. L'audio est en français et anglais d'origine dolby digital avec présence de sous-titres français. En suppléments une présentation de Patrick Brion et la bande annonce originale. Il s'agit d'une édition Zone 2 Pal. Le film est ressorti le 24 août 2010 mais avec un visuel différent toujours chez le même éditeur mais distribué par Seven7.